# Agrupación Deportiva Villaviciosa de Odón
Agrupación Deportiva Villaviciosa de Odón es un equipo de fútbol español  de Villaviciosa de Odón, en la Comunidad de Madrid. Fundado en 1971, actualmente juega en Tercera División – Grupo 7.

## Temporada a temporada
| Temporada | Categoría | División        | Puesto | Copa del Rey |
| --------- | --------- | --------------- | ------ | ------------ |
| 1971/72   | 7         | 3ª Categoría    | 14.º   |              |
| 1972/73   | 7         | 3ª Categoría    | 12.º   |              |
| 1973/74   | 8         | 3ª Categoría    | w      |              |
| 1974/75   | 8         | 3ª Categoría    | 7.º    |              |
| 1975/76   | 8         | 3ª Categoría    | 1.º    |              |
| 1976/77   | 7         | 3ª Categ. Pref. | 1.º    |              |
| 1977/78   | 7         | 2ª Categoría    | 3.º    |              |
| 1978/79   | 7         | 2ª Categoría    | 2.º    |              |
| 1979/80   | 6         | 1ª Categoría    | 15.º   |              |
| 1980/81   | 7         | 2ª Categoría    | 14.º   |              |
| 1981/82   | 8         | 3ª Categ. Pref. | 10.º   |              |
| 1982/83   | 7         | 2ª Categoría    | 6.º    |              |
| 1983/84   | 7         | 2ª Categoría    | 11.º   |              |
| 1984/85   | 7         | 2ª Categoría    | 2.º    |              |
| 1985/86   | 6         | 1ª Categoría    | 4.º    |              |
| 1986/87   | 5         | Preferente      | 11.º   |              |
| 1987/88   | 5         | Preferente      | 12.º   |              |
| 1988/89   | 5         | Preferente      | 5.º    |              |
| 1989/90   | 5         | Preferente      | 11.º   |              |
| 1990/91   | 5         | Preferente      | 7.º    |              |
| 1991/92   | 5         | Preferente      | 13.º   |              |

| Temporada | Categoría | División     | Puesto | Copa del Rey |
| --------- | --------- | ------------ | ------ | ------------ |
| 1992/93   | 5         | Preferente   | 4.º    |              |
| 1993/94   | 5         | Preferente   | 10.º   |              |
| 1994/95   | 5         | Preferente   | 5.º    |              |
| 1995/96   | 5         | Preferente   | 4.º    |              |
| 1996/97   | 5         | Preferente   | 3.º    |              |
| 1997/98   | 5         | Preferente   | 2.º    |              |
| 1998/99   | 4         | 3.ª          | 16.º   |              |
| 1999/00   | 4         | 3.ª          | 20.º   |              |
| 2000/01   | 5         | Preferente   | 17.º   |              |
| 2001/02   | 6         | 1ª Categoría | 3.º    |              |
| 2002/03   | 6         | 1ª Categoría | 2.º    |              |
| 2003/04   | 5         | Preferente   | 16.º   |              |
| 2004/05   | 6         | 1ª Categoría | 2.º    |              |
| 2005/06   | 5         | Preferente   | 10.º   |              |
| 2006/07   | 5         | Preferente   | 1.º    |              |
| 2007/08   | 4         | 3.ª          | 19.º   |              |
| 2008/09   | 5         | Preferente   | 5.º    |              |
| 2009/10   | 5         | Preferente   | 3.º    |              |
| 2010/11   | 4         | 3.ª          | 2.º    |              |
| 2011/12   | 4         | 3.ª          | 14.º   |              |
| 2012/13   | 4         | 3.ª          | 17.º   |              |

- 5 estaciones en Tercera División

## Uniforme
- Uniforme titular, camiseta, pantalones y medias blancas.
- Uniforme alternativo, camiseta, pantalones y medias azules.

## Estadio
Su estadio local es el Estadio Nuevo Municipal, con capacidad para 3.000 espectadores.

## Jugadores internacionales
- Evuy (2009–2012)